# Aka (Fukuoka)
Aka (jap. 赤村, -mura) ist ein Dorf im Landkreis Tagawa in der Präfektur Fukuoka in Japan.
Es hatte am 1. Mai 2014 3.159 Einwohner. Die Fläche beträgt 32,03 km², die Einwohnerdichte etwa 104 Personen pro km².

## Angrenzende Städte und Gemeinden
- Kawara
- Ōtō
- Soeda
- Miyako